# 古斯塔沃·马尔齐
古斯塔沃·马尔齐（義大利語：Gustavo Marzi，1908年11月25日—1966年11月14日），意大利男子击剑运动员。他参加了1928年、1932年和1936年夏季奥运会击剑比赛，共获得2枚金牌和5枚银牌。
1966年，马尔齐因肺癌去世，享年57岁。